# Geen Daden Maar Woorden Festival
Geen Daden Maar Woorden Festival is een jaarlijks nationaal literatuurfestival, waarbij hedendaagse literatuur wordt gecombineerd met andere disciplines. Het festival wordt sinds 1997 jaarlijks gehouden in de maand oktober in Rotterdam en eerder en later in andere steden. 

## Ontwikkeling van festival

### De eerste edities
Het Geen Daden Maar Woorden Festival begon in 1997 met een voorleesavond in de bibliotheek, en groeide uit tot een festival jaarlijks in meerdere steden. Zo vonden naast de jaarlijkse editie in Rotterdam edities plaats in Amsterdam in 2001 en 2012, in Utrecht 2001 en van 2010 tot 2013, in Eindhoven van 2002 tot 2005 behalve 2003, en in Den Bosch sinds 2006.
In 2005 vond er een tweedaags festival plaats in Rotterdam in de Rotterdamse Schouwburg. Te gast waren onder andere Tim Krabbé en Tom Lanoye, en er was muziek van Meindert Talma & The Negroes, The Fall, Ozark Henry, Sole, en Tunng. Ook van de partij waren Kees van Kooten, Leon Giessen, Wilfried de Jong, Gummbah en Jeroen de Leijer.

### Recente edities vanaf 2010
In 2010 vond het festival naast Rotterdam en Den Bosch, voor het eerst ook in Utrecht plaats in Theater Kikker.
Op het festival van 2011 werd de schrijfster Elfie Tromp muzikaal begeleid door Elle Bandita en brachten ze samen een muzikale vertelling over nachtmerries.
In 2012 begon het festival in ’s-Hertogenbosch in mei in de  Verkadefabriek met optredens van onder andere Spinvis en Eefje de Visser. Begin november was de beurt aan Utrecht met optredens van onder andere Esther Gerritsen, Arthur Japin, Kamagurka, Vincent Van Meenen, Janne Schra, Anne Soldaat en Maartje Wortel.
In 2017 werd in in Rotterdam de twintigste editie van het festival gehouden. Voor het derde opvolgende jaar werd de programmering daarbij verzorgd door Karlijn Leenders.
In 2018 vond het festival in Rotterdam plaats rond het Deliplein op Katendrecht, waar rond locaties als Kopi Soesoe, Theater Walhalla, Kantine Walhalla en Bosch&deJong een nieuwe cultuur centrum is ontstaan.

## Organisatie
Het festival is in 1997 gestart op initiatief van Giel van Strien, die zich daarbij in eerste instantie wilde afzetten tegen het Crossing Border festival. Later zijn beide festivals met elkaar gaan samenwerken, waarbij inhoud en optredens met elkaar wordt afgestemd. De organisatie van het festival is in handen van Passionate Bulkboek. 
De winnaar van de jaarlijkse Write Now! schijfwedstrijd wordt standaard uitgenodigd om op het Geen Daden Maar Woorden Festival op te treden.